# Конвой SO-903 (лютий 1944)
Конвой SO-903 (лютий 1944 року) — японський конвой часів Другої світової війни, проведення якого відбувалось у лютому 1944 року.
Конвой сформували у важливому транспортному хабі Палау (на заході Каролінських островів) для проведення групи суден до архіпелагу Бісмарка. До складу конвою увійшли транспорти «Санко-Мару» (вів на буксирі мінісубмарину HA-52), «Тацугіку-Мару» та «Шинто-Мару № 1». Ескорт складався з мисливців за підводними човнами CH-16, CH-22 та CH-39.
12 лютого 1944 року судна вийшли з Палау та попрямували на південний схід. За 2000 км від Палау, в районі острова Муссау, «Санко-Мару» відокремилось від конвою та під охороною мисливця CH-39 попрямувало до Кавіенгу — другої за важливістю японської бази в архіпелазі Бісмарка, розташованої на острові Нова Ірландія. 16 лютого поблизу острова Новий Ганновер (50 км від Кавіенгу) цей мініконвой атакували бомбардувальники B-25 «Мітчелл», які потопили «Санко-Мару», при цьому загинуло 14 членів екіпажу. CH-39 отримав пошкодження і викинувся на риф, де був у другій половині того ж дня добитий новою групою B-25. То ді ж американські пілоти заявили про потоплення мінісубмарини, проте 17 лютого черговий патруль B-25 знайшов HA-52 на поверхні і на цей раз дійсно потопив її.
Інші судна конвою досягли Рабаула, а вже за кілька діб загинули під час зворотного рейсу в конвої O-902.
Також варто зазначити, що в січні 1944 року між Палау та Рабаулом вже пройшов конвой із таким же номером SO-903.